# Wilhelm Söth
Wilhelm Söth (15. února 1903 Wilster – 6. července 1978 Hamburk) byl německý důstojník, generálmajor Wehrmachtu za druhé světové války. Je držitelem Rytířského kříže Železného kříže.

## Život
Narodil se 15. února 1903 ve městě Wilster v Německém císařství do rodiny topiče. Od 1. října 1921 vstoupil dobrovolně do Reichswehru a sloužil u 6. Infanterie-Regimentu. Z Reichswehru byl propuštěn 30. září 1933 v hodnosti Wachtmeister 2. Artillerie-Regimentu (dělostřeleckého pluku). Do armády opětovně nastoupil 1. července 1934 v hodnosti Oberleutnant (nadporučík). Jeho patent je datován k 1. září 1928. Od 1. října 1938 velel II. batalionu Artillerie-Regimentu 56.

### Druhá světová válka
Za druhé světové války sloužil ve Wehrmachtu jako důstojník. V hodnosti Hauptmann (kapitán) u Artillerie-Regimentu 56 byl vyznamenán Rytířským křížem Železného kříže. K 1. dubnu 1942 byl povýšen do hodnosti Oberstleutnant (podplukovník). Za své výkony na východní frontě byl 27. května 1942 vyznamenán Německým křížem ve zlatě.  Na konci války velel 2. parašutistické divizi tankových granátníků „Hermann Göring“ a od 1. ledna 1945 3. tankové divizi. Povýšení do hodnosti generálmajor proběhlo 30. ledna 1945. Zemřel 6. července 1978 v Hamburku.

## Vyznamenání
- Rytířský kříž Železného kříže (28. listopadu 1940)